# أستي
أستي (بالإيطالية: Asti) مدينة شمال غرب إيطاليا في إقليم بييمونتي، عاصمة مقاطعة أستي، عدد سكانها 73.734 نسمة.

## السكان
في سنة 1861 بلغ عدد السكان 34٬083 نسمة، وتطور العدد ليصل في سنة 2011 لـ 73٬899 نسمة.
يظهر هذا المخطط البياني تطور النمو السكاني لـ أستي

## الجغرافيا

الطريق السريع المار بأستي

تقع أستي على منتصف المسافة بين تورينو غربا وألساندريا شرقا، وتبعد عن تورينو 60 كلم، في وادي نهر تانارو والذي يرسم الحدود الجنوبية بعد أن تصب فيه روافد بوربوري وفالبرينتا وفيرسا. وأستي توجد في مركز تلال مونفيراتو في موقع ممتاز تقريبا في قلب الإقليم.

## التاريخ

### العصر القديم والعصور الوسطى المبكرة
عاش ليغويون في المنطقة المحيطة الآن بأستي منذ العصر الحجري الحديث مثل قبيلة الستاتيليين، وسيطروا على المنطقة وربما يعود أصل اسمها إلى كلمة Ast والتي يعني «تلة» في اللغة الليغورية القديمة. قبل أن يهزمهم الرومان في عام 174 قبل الميلاد.
في عام 124 قبل الميلاد بنى الرومان «كاستروم» أو معسكرا محصنا، والذي تطور ليصبح في النهاية مدينة كاملة اسمها هاستا (Hasta). في عام 89 قبل الميلاد أعطيت المدينة صفة مستعمرة، وصفة بلدية عام 49 قبل الميلاد. أصبحت أستي مدينة هامة في المنطقة، بفضل موقعها الاستراتيجي على نهر تانارو وعلى طريق فولفيا الرابط بين Derthona (تورتونا) وAugusta Taurinorum (تورينو). كما رُبطت المدينة بطرق أخرى رئيسية تؤدي حتى سويسرا وفرنسا الحاليتين.
بعد صدّها هجوما قوطياً غربياً في عام 402 بفضل أسوارها الضخمة، عانت هاستا من غزوات البرابرة التي اجتاحت إيطاليا عقب سقوط الإمبراطورية الرومانية الغربية، وانحدرت اقتصاديا. اختيرت في النصف الثاني من القرن السادس لتكون أحد مقرات الستة وثلاثين دوقية التي قسم بها اللومبارديون إيطاليا. ضَمت أراضي أستي مساحة واسعة تمتد حتى ألبينغا وجبال الألب البحرية. وبقي هذا عند استيلاء الفرنجة على شمال إيطاليا عام 774، بصفة كونتية.
في أواخر عصر الكارولينجيين حُكمت أستي من قبل أساقفتُها مباشرة، الذين كانوا الملاك الرئيسيين في المنطقة. وأهم هؤلاء: أوداكس (904-926) وبرونينغوس (937-966) الذي نقل المقر الأسقفي إلى Castel Vecchio («القلعة القديمة») حيث بقيت هناك حتى عام 1409. ظلت أسقفية أستي قوية الكيان خلال القرن الحادي عشر بمنح بييترو الثاني امتيازات ضخمة من قبل الإمبراطور هنري الثاني. في النصف الثاني من نفس القرن، حاول الأسقف أوتو مقاومة أهداف الكونتيسا أديلايدي القوية، والتي دمرت المدينة عدة مرات. سجلت خلال فترة حكم أوتو صفتي البلدية والقنصل لأول مرة (1095).

### القوي المحلية
كانت أستي إحدى أوائل البلديات الحرة في إيطاليا، وأعطاها كونراد الثاني حق سك عملة خاصة بها في عام 1140. كبلدية، بدأت أراضي الأسقف تتأكل وغيرها من الإقطاعيات المحلية، وهؤلاء الأخيرين التمسوا المساعدة من الإمبراطور فريدريك بربروسا، فسار إلى المدينة مع جيش ضخم في شباط / فبراير من عام 1155، وبعد حصار قصير، اقتحمت إستي وأحرقت. ثم انضمت أستي لاحقا إلى الرابطة اللومباردية (1169) المناوئة للإمبراطور الألماني، ولكنها هُزمت مرة في عام 1174. رغم هذا، اكتسبت المدينة بعد صلح كونستانس (1183) المزيد من الامتيازات.
شهد القرن الثالث عشر أوج ازدهار الأستيين، وأعاقته مؤقتة الحروب ضد ألبا وألساندريا وسفويا وميلانو (التي حاصرت المدينة عام 1230) ومركيزيي مونفيراتو وسالوتسو. سعت البلدية للسيطرة على طرق التجارة المربحة والتي تؤدي شمالا انطلاقا من موانئ الليغورية. خلال الحروب التي قادها الإمبراطور فريدريك الثاني في شمال إيطاليا، اختارت المدينة الوقوف إلى جانبه: هزم غويلفيو ألساندريا أستي في كواتورديو وكلاماندرانا، ولكنهم استردوا ذلك بسهولة بفضل مساعدة جنوية. بعد موت فريدريك، اشتد الصراع ضد تومازو الثاني كونت بييمونتي: هزمه الأستيون في معركة مونتيبرونو يوم 23 شباط / فبراير 1255، ولكن تومازو (الذي أُسر) رد باعتقال كل التجار الأستيين في سفويا وفرنسا. أظهر هذا التحرك قلق الدول المجاورة من تنامي قوة المدينة، التي استولت على ألبا وسيطرت على كل من كييري وتورينو.
وأدى ذلك إلى تدخل كارلو الأول أنجو ملك نابولي لاحقا وأقوى رجل في إيطاليا. عقب بعض عمليات حرب العصابات، وقّعت أستي على ميثاق تحالف مع بافيا وجنوا وغولييلمو السابع حاكم مونفيراتو. في عام 1274 هُزمت القوات الأستية في كوسانو، ولكنها في الثاني عشر من كانون الأول / ديسمبر عام 1275 انتصرت على الأنجويين في معركة روكافيوني، مُنهيةً أي أمل لكارلو في التوسيع في بييمونتي. في تسعينات القرن الثالث عشر وبعد هزيمة غولييلمو السابع أيضا، صارت أستي المدينة الأقوى في بييمونتي. ولكن الصراع الداخلي من أجل السيطرة على المؤسسات المصرفية والتجارية، سرعان ما قسّم المدينة إلى فصائل. أبرز هؤلاء كان مصرفيو آل سولارو الأقوياء، الذين أعطوا المدينة لروبيرتو أنجو ملك نابولي عام 1314. فاندثرت جمهورية أستي الحرة. عام 1339 استعاد الغيبلينيون المنفيين المدينة، وطردوا آل سولارو ومساعديهم. ولكن في عام 1342 أدى التهديد بهجوم المضاد من آل سولارو إلى أن يسلم الحكام الجدد المدينة إلى لوكينو فيسكونتي حاكم ميلانو. شيدت آل فيسكونتي قلعة، وطوقاً ثانيا من الأسوار لحماية آحياء المدينة الجديدة. عام 1345 هزم الغيبلينيون الأستيون وجوفاني الثاني حاكم مونفيراتو قوات نابولي في معركة غاميناريو. كذلك حكم جوفاني أستي حتى عام 1372، ولكن بعد سبعة سنوات سلّمها مجلس المدينة إلى سلطة غالياتسو الثاني فيسكونتي. وغالياتسو بدوره سلمها إلى لويس فالوا دوق أورليان.

### هيمنة سافويا وفرنسا
باسثناء عدة فترات قصيرة تحت حكم فيسكونتي ومونفيراتو وسفورزا، بقيت أستي تحت حكم فالوا ثم مباشرة تحت التاج الفرنسي. لكن الوضع تغير أوائل القرن السادس عشر، خلال الحروب بين الإمبراطور شارل الخامس وفرانسوا الأول ملك فرنسا. في عام 1526 حاصرها عبثاً كوندوتييرو شارل الخامس فابريتسيو مارامالدو. وبعد ذلك بثلاث سنوات سَلّمت معاهدة كامبراي أستي إلى الإمبراطور الألماني، الذي بدوره قام بإعطاءها إلى والي نابولي كارلو دي لانوي. وبعد موت الأخير، وهبها شارل إلى قريبته بياتريس ابنة مانويل الأول ملك البرتغال كهدية زواجها من كارلو الثالث دوق سافويا، فأصبحت أستي جزءا من سيطرة سفويا.
كانت أستي إحدى معاقل سفويا الرئيسية في الحروب التالية. عام 1616 حاصرها حاكم ميلانو الإسباني، وقد دافع عنها الدوق كارلو إمانويلي الأول بنفسه. بين عامي 1630-1631 تكبدت المدينة خسائر فادحة جراء الطاعون، وبعد بضع سنوات استولى عليها الإسبان، ولكن سافوياستردتها عام 1643. وقامت إسبانيا بحصار آخر فاشل عام 1650. في تشرين الثاني / نوفمبر 1703 وأثناء حرب الخلافة الإسبانية، وقعت أستي في قبضة فرنسا مرة أخرى: ثم استردها فيتوريو أميديو الثاني في عام 1705. وعام 1745 غزتها القوات الفرنسية مرة أخرى، ولكنها تحررت في العام التالي.
عام 1797 سَئِم الأستيون الحملات العسكرية المتواصلة والوضع الاقتصادي السيئ، فانتفضوا على حكومة سافويا. وفي الثامن والعشرين من يوليو أعلنت الجمهورية الأستية، لم تعمّر أكثر من يومين. وتم اعتقال قادة الثورة وأُعدموا. وفي العام التالي طردت بييمونتي والجيش الثوري الفرنسي آل سافويا، واحتُلت أستي من قبل الجنرال مونتريشار. بعد انقلاب قصير، عادت الفرنسيون بعد الانتصار في معركة مارينغو (1800) بالقرب من ألساندريا: زار نابليون بنفسه أستي في 29 نيسان / أبريل 1805، ولكنه الموطنين استقبلوه بشكل بارد نوعا ما، وانحدرت المدينة وأدخلت مع ألساندريا تحت مديرية مارينغو. بعد نهاية الإمبراطورية الفرنسية، وعادت أستي إلى بييمونتي في عام 1814، وواصلت تاريخها حتى قيام الوحدة الإيطالية 1861.

## معرض الصور

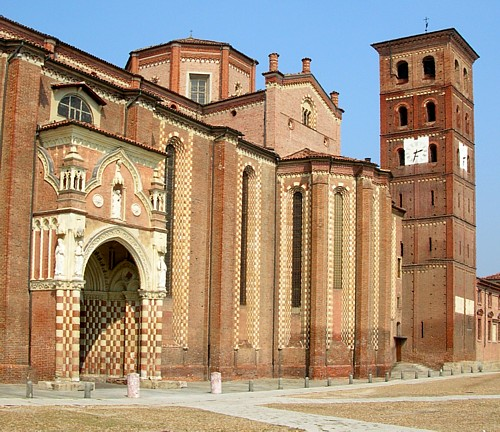
التاكتدرائية
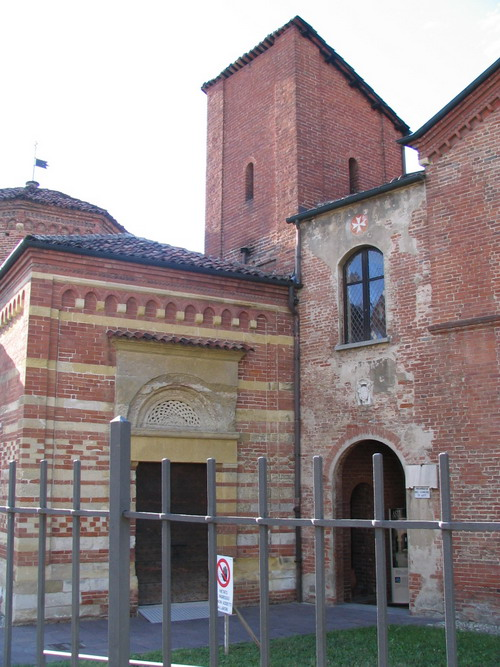
San Pietro in Consavia
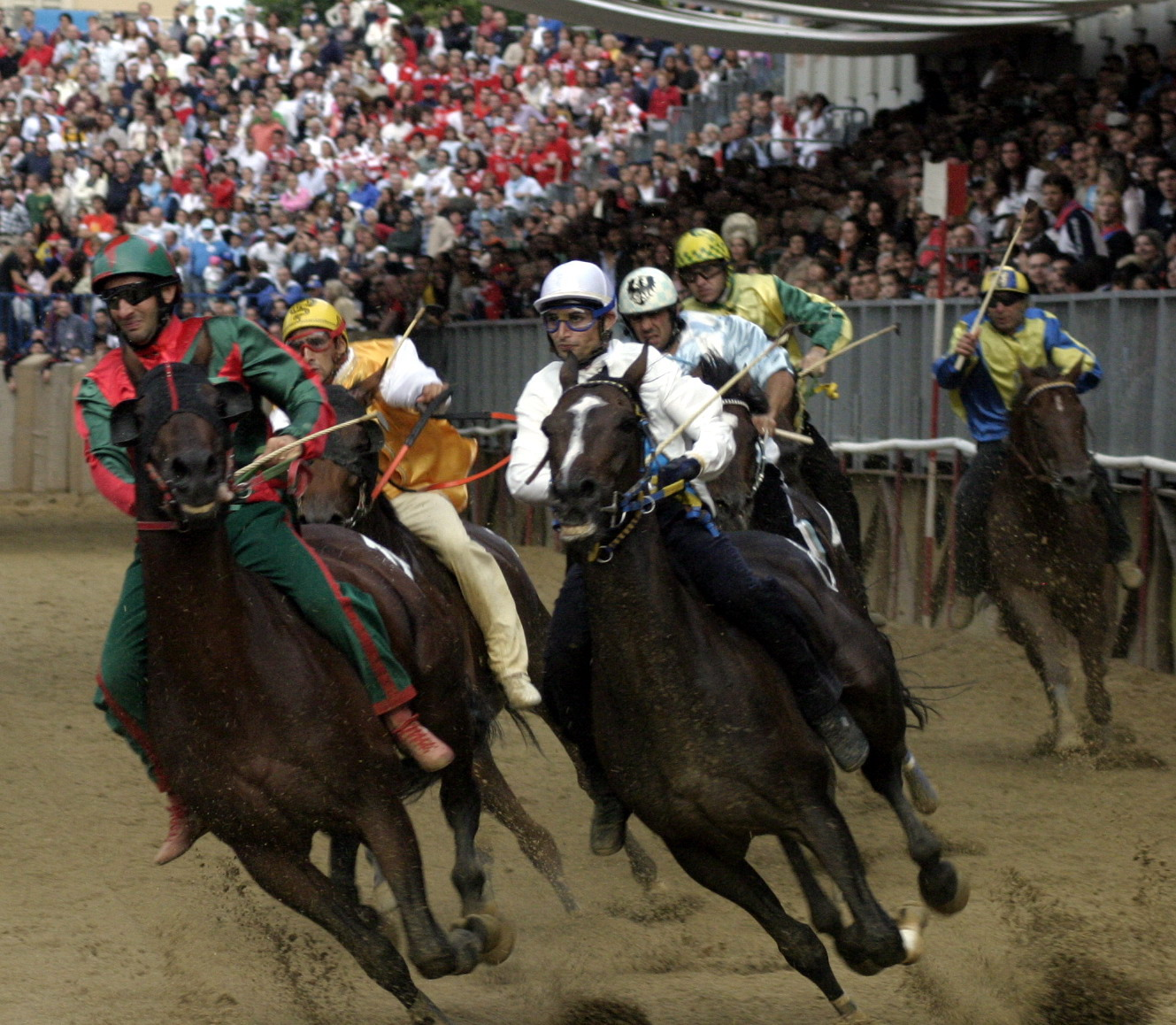
سباق باليو أستي
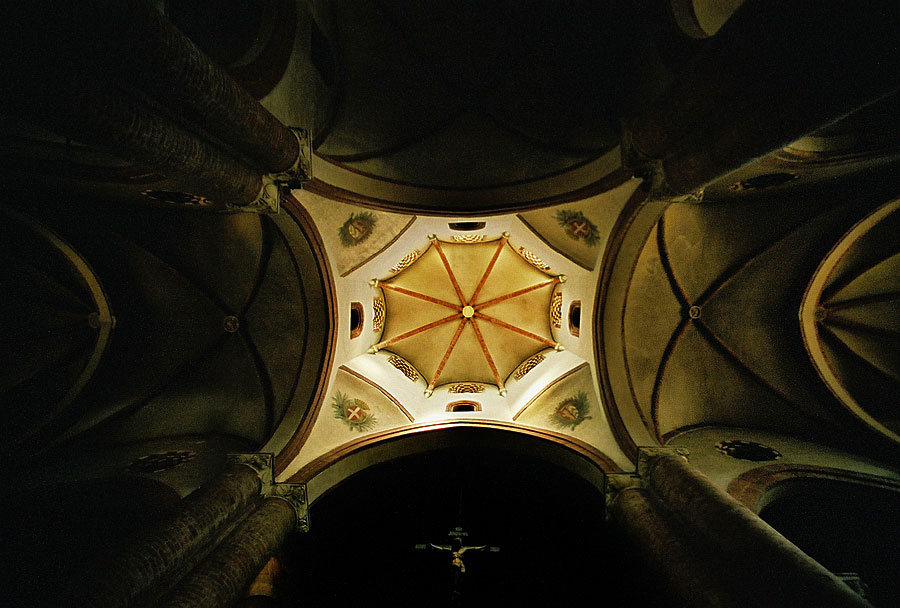
تعليق